# 和平路街道 (乌鲁木齐市)
和平路街道，是中华人民共和国新疆维吾尔自治区乌鲁木齐市天山区下辖的一个乡镇级行政单位。

## 行政区划
和平路街道下辖以下地区：
黑甲山前街社区、黑甲山后街社区、二道湾社区、康泰社区、三山社区、体育馆路社区、跃进街社区、药王庙社区、固原巷社区、东菜园社区和国际城社区。